# アマデウス・レオポルド
アマデウス・レオポルド（Amadéus Leopold、1988年8月3日 - ）は、大韓民国出身の、アメリカ合衆国のヴァイオリニスト、クラシック音楽のアーティスト。

## 生い立ちと教育
ユ・ハンビンとしてソウル特別市に生まれたレオポルドは、5歳からヴァイオリンを弾き始め、その5年後にはソウル市立交響楽団とともにオーケストラ・デビューを果たした。11歳の時にアメリカ合衆国へ移民し、翌年にはロサンゼルスで国際的なデビューを果たし、2000年の第42回グラミー賞の授賞式においてはアイザック・スターンの栄誉を讃えるソロ・パフォーマーに選ばれて出演した。その後、シカゴのストラディバリ協会からジュゼッペ・グァルネリ・デル・ジェズを貸与され、南カリフォルニアのパシフィック交響楽団やサンディエゴ交響楽団とともにコンサート・デビューを果たした。中学校は、サンタモニカのクロスローズ・スクールに通い、他方では、コルバーン・スクールで、ロバート・リプセットからヴァイオリンを学んだ。
レオポルドは、13歳からニューヨークで、パールマン音楽プログラムを通してイツァーク・パールマンの下で学んだ。14歳の時には、アルヴォ・ペルト、レオシュ・ヤナーチェク、フランシス・プーランクによるバイオリンとピアノのための楽曲を演奏したリサイタルを録音した『Haze』を、ユニバーサルミュージック・コリアから出した。レオポルドは、マンハッタン区のプロフェッショナル・ チルドレンズ・スクールに学び、続いて2009年まで、ジュリアード音楽院でイツァーク・パールマンに師事した。国際的なオーディションとして知られる、第49回のヤング・コンサート・アーティスツで優勝すると、2009年10月にニューヨークのザンケル・ホール（Zankel Hall：カーネギー・ホールのリサイタル・ホール）でリサイタル・デビューを飾った。

## エピソード
レオポルドは、2012年に現在の名前に改名しているが、それ以前はハンビン (Hahn-Bin) 名義で活動していた。2009年8月17日、コンサートを終えてタクシーで帰宅した彼は、60万ドル相当のジョバンニ・フランチェスコ・プレッセンダ作のヴァイオリンを車中に忘れたことに気づいた。直ちに、衛星測位システム (GPS) を用いて乗車したタクシーが特定され、ヴァイオリンは無事に回収された。

## ソロによるクラシック音楽のおもな演奏
- 第42回グラミー賞、Salute to Classical Music honoring Isaac Stern、2000年
- ルーヴル美術館、オーディトリアム、2008年[8]
- カーネギー・ホール、ザンケル・ホール、2009年[6]
- ジョン・F・ケネディ・センター、テラス・シアター、2009年[9]
- ニューヨーク近代美術館、Soliloquy for Andy Warhol（アンディ・ウォーホルのための独り言）、2011年[10][11]
- カーネギー・ホール、アイザック・スターン・オーディトリアム、ニューヨーク・ユース・シンフォニー（英語版）、2011年[12]
- ザ・ストーン（英語版）、ルー・リードとローリー・アンダーソンの主催行事、2011年[13]
- ハマー美術館（英語版）、ビリー・ワイルダー・シアター (Billy Wilder Theater)、2011年[3]
- ニューヨーク近代美術館、アトリウム、Tzigane、2011年[14][15]
- シアトル交響楽団、ベナヨラ・ホール（英語版）、ヴァイオリン協奏曲 (チャイコフスキー)、2012年[16]
- リンカーン・センター、セントルークス管弦楽団、アリス・タリー・ホール、2012年[17][18]
- ルガーノ・ロングレイク・フェスティバル、パラッツォ・デイ・コングレシ（スイス）、2012年[19]
- ラティテュード・フェスティバル（英語版）、ロイヤル・アルバート・ホール（イギリス）、2012年[20]
- メルボルン・フェスティバル（英語版）、メルボルン・リサイタル・センター（英語版）（オーストラリア）、2012年[21]
- カリフォルニア大学ロサンゼルス校 (UCLA)、実演芸術センター (Center for the Art of Performance)、ロイス・ホール（英語版）、2013年
- サウスバンク・センター、ヨーコ・オノズ・メルトダウン（英語版）、クイーン・エリザベス・ホール（英語版）、2013年[22]